# 六合夜市
六合國際觀光夜市（英文：Liuhe Tourist Night Market，通常簡稱：六合夜市），是南臺灣最早的行人徒步區和國際級觀光夜市，其前身為大港埔夜市。興起於1940年代末期至1950年代初期，以高醫醫院前身的原高醫六合門診部為中心，聚集於臺灣高雄市大港埔空地上的小吃攤，名列高雄最具代表性的夜市。自1987年起，高雄市政府每天傍晚六時至清晨二時規劃六合夜市為行人徒步區，從此六合夜市開始邁入知名的觀光夜市。台灣十大觀光夜市網路投票，在交通部觀光局「2010年特色夜市選拔活動」中，高雄六合夜市拿下網路票選「臺灣人氣第1名、最環保、最友善、最有魅力、最好逛的夜市」5項冠軍，評審決選拿下「最有魅力夜市」頭銜。六合夜市因陸客旅遊的影響，僅剩少部份是初期的原始商家，其他新設攤位或店家幾乎變質成賺觀光遊客的「假性攤商」，完全失去本土地夜市感。2016年後陸客來台數量銳減、加上有些攤商專以高物價坑殺觀光客的惡性循環衝擊下從門庭若市變得門可羅雀。

## 地理位置
六合夜市位於高雄新興區六合二路，鄰近高雄捷運美麗島站。範圍自中山路至自立路，全長約380公尺，目前攤位估計超過180個，包括小吃、服飾、電影及各項娛樂攤位。六合夜市北接高雄車站、南臨中正商圈、東接婚紗業區、西有建國國小學區，是高雄市區民眾品嚐小吃、宵夜的聚集地。1987年時規劃為夜間行人徒步區，近年來高雄市市政府更將自立路到中山路之間的六合二路路段，以彩色瀝青重新打造鋪面，以區隔行人徒步區。

## 歷史

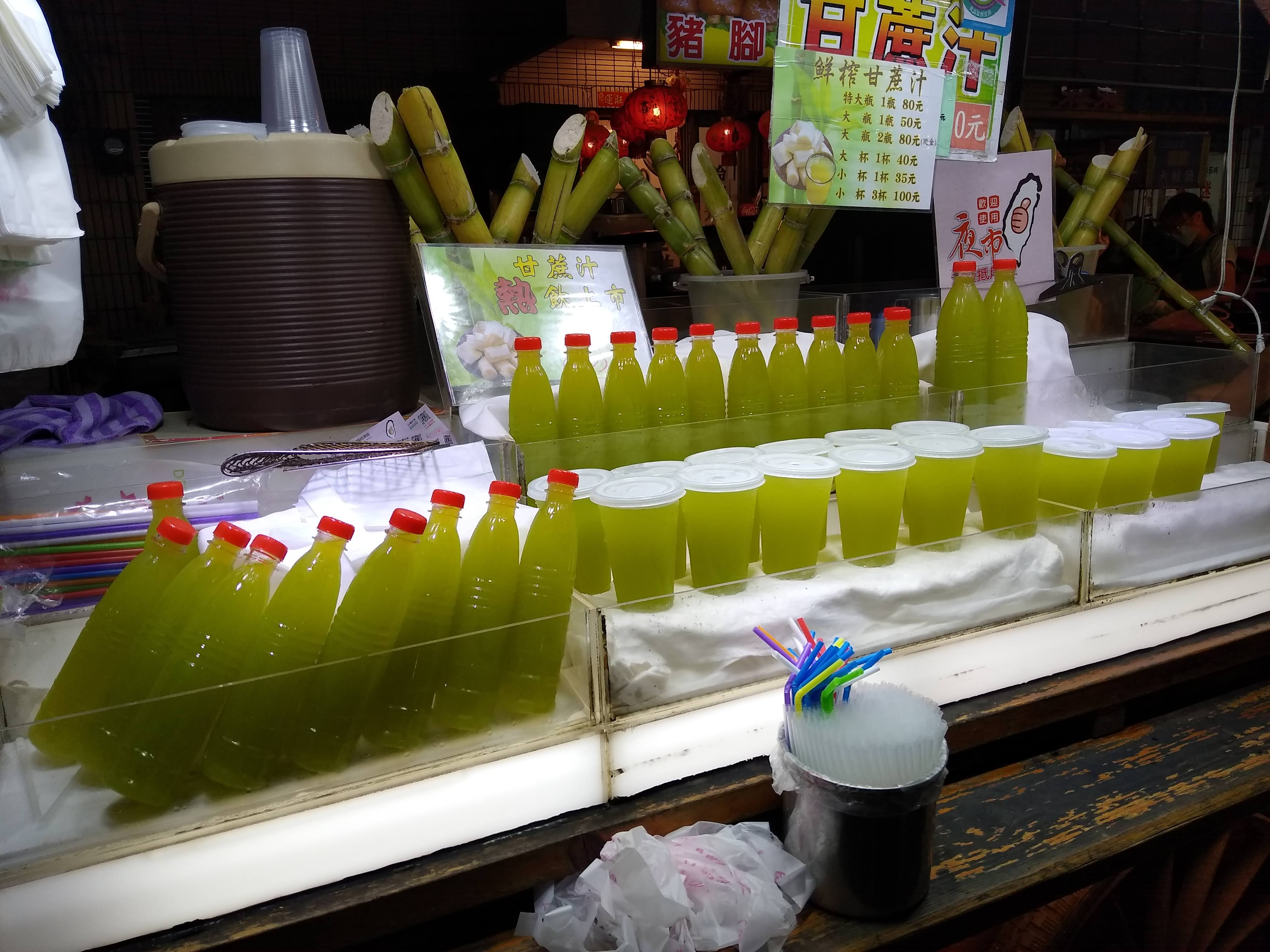
甘蔗汁

- 1950年代初期：以高醫醫院前身的高醫六合門診部為中心，帶動周遭人潮，開始聚集小吃攤，形成以小吃聞名的「大港埔夜市」。
- 1961年：當地攤販有鑒於當地秩序，當地業者遂成立組織並自行訂定規範管理，並推派代表向有關單位陳請准予合法設立。
- 1962年：行政院批准成立「六合夜市攤販臨時集中場」，並由業者成立管理委員會自行管理，當時合法獲得證照之攤販約有130攤。
- 1982年：高雄市政府訂定「六合夜市飲食衛生示範」計畫。
- 1983年：六合夜市獲頒「衛生示範夜市」。
- 1987年：高雄市政府在六合夜市規劃夜間行人徒步區，時間為傍晚五點至凌晨兩點，禁止汽車和機車通行。
- 1996年：由新興區公所和高雄市廣告創意協會的規劃下，經高雄市民票選後，六合夜市正式擁有象徵特色的標誌及吉祥物。[1]
- 2010年：六合夜市在交通部觀光局「2010年特色夜市選拔活動」中獲得網路票選5項第一，是為臺灣人氣第1、最環保、最友善、最有魅力、最好逛的夜市。
- 2011年：高雄市府推動六合夜市國際化，支持環境及門面改造，提供觀光客、背包客全方位的資詢服務。
- 2016年：北京舉辦第一屆「高雄特色周-六合夜市在豐台」，以六合夜市小吃為主題在豐台區萬豐小吃城設立特色小吃展售、文化交流展演、參觀參訪等活動。
- 2017年：北京舉辦第二屆「高雄特色周-六合夜市在豐台」。
- 2018年：韓國瑜當選高雄市長，在愛河畔舉辦就職典禮開放120個攤商在平安夜辦國瑜夜市，帶動六合夜市以及其他高雄在地夜市的人潮回流。[18]
- 2019年：六合夜市與南華商圈和光華夜市合作、試辦推出「高雄幣」回饋消費者，藉由讓持幣的消費者們繼續光顧合作商圈來落實循環經濟。[19]

## 街道整建與汙染防治

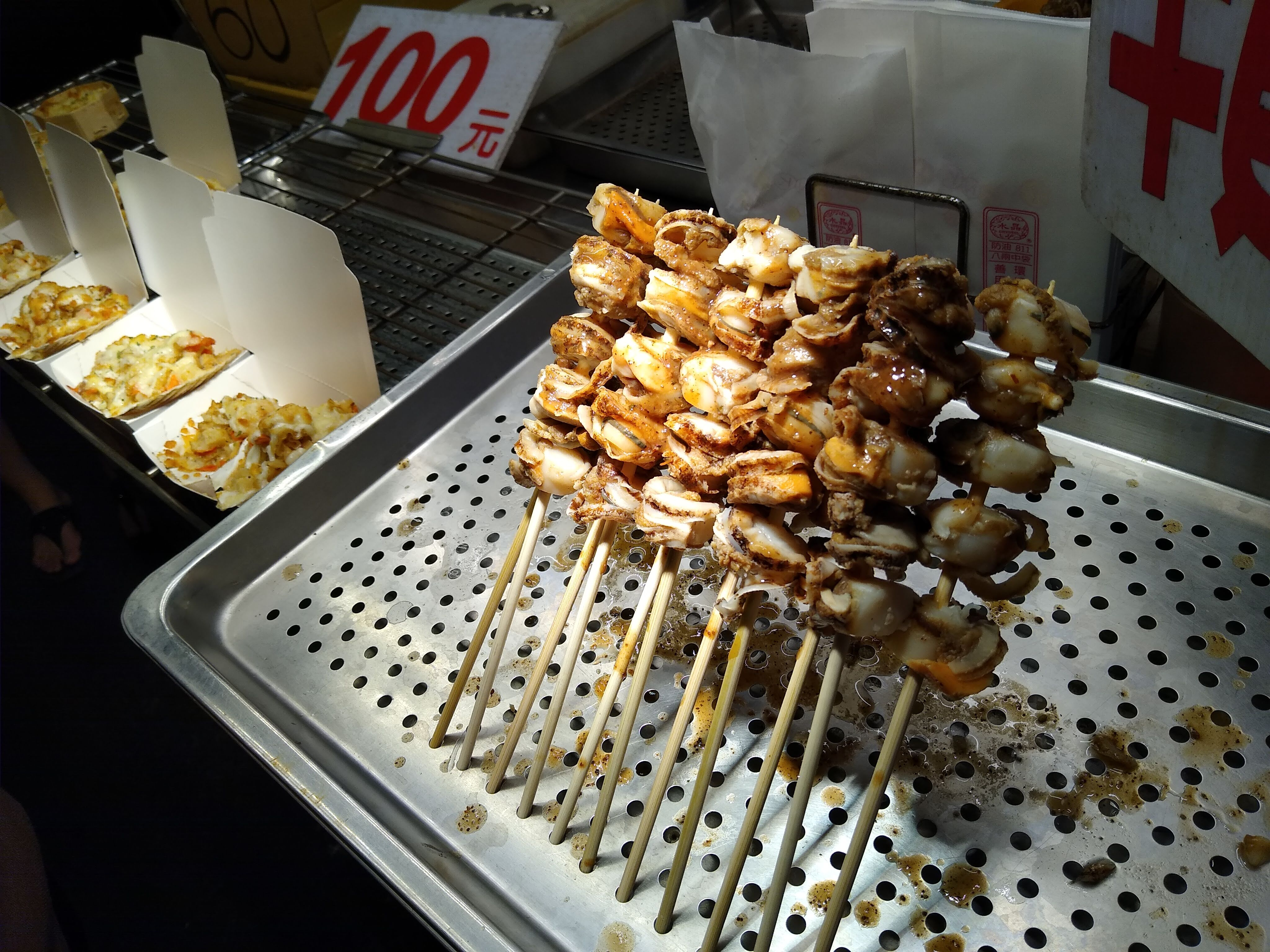
扇贝

高雄市政府在2003年曾對六合夜市進行一系列改造計畫，包括造街改善新風貌工程及六合觀光夜市改造計畫，以改善六合夜市凌亂的街景。

### 造街改善
2003年時，高雄市政府工務局將民主橫路到自立路段，全長約320公尺，以彩色瀝青重新鋪面，並區隔攤商區與人行徒步區，並重新設立共桿路燈。同時並和六合夜市攤商管理委員會共同並依原有之視覺標誌設計製作部分硬體管理設施。

### 污染防治
六合觀光夜市改造計畫，乃是為落實衛生管理以防止食品汙染影響觀光客健康，並規定作業人員工作中不得吸菸。而除防止食物汙染外，對廚餘所造成的影響，高雄市政府也於2000年及2001年間協助當地攤販設立油脂截流器，以避免所產生的廚餘造成兩旁側溝汙染及專用汙水管造成阻塞。
不少中國觀光客抱怨夜市一帶的如廁、候車設施十分不便。觀光業者遂建議市府盡速租民房設觀光廁所，並打造更多友善空間；觀光局則表示將協調相關單位研議。2012年市府於附近建國國民小學南側門，打造觀光專用廁所。

### 爭議
隨著六合夜市逐步擴張至附近住宅區。巷弄內原有的民宅改建為整棟旅館，其冷卻水塔24小時不間斷運作，深夜旅行團遊客也形成噪音汙染，造成附近居民困擾。

## 交通

### 大眾運輸
- 高鐵：搭高鐵至左營站下，再轉搭其他大眾運輸工具
- 捷運：搭乘高雄捷運紅線或橘線，於「美麗島站」下車。經11號出口步行約1分鐘即可抵達
- 公車：搭乘公車12、52、60、69、72、100、218、248至六合夜市(大港埔)站下。左轉步行約1、2分鐘即可到達。
- 公車：搭乘公車2、12、52、60、69、71、72、92、100、202、205、218、248、301號公車、機場幹線、海港假期專線車，至大圓環站下車，左轉步行約3~4分鐘即可到達。

### 自行開車
- 高雄車站→中山路→六合路→六合夜市。
- 中山高(國道1號)中正交流道下順中正一路.二路.三路，右轉接中山路，再左轉接六合路可抵達。

## 外部連結
- 六合觀光夜市  交通部觀光局 （页面存档备份，存于）
- 六合觀光夜市  高雄旅遊網 （页面存档备份，存于）
- 高雄市六合國際觀光夜市的Facebook專頁